# Cooper City
Cooper City és una població dels Estats Units a l'estat de Florida. Segons el cens de l'1 de juliol de 2006 tenia 30.062 habitants.

## Demografia
Segons el cens del 2000, Cooper City tenia 27.939 habitants, 9.123 habitatges, i 7.827 famílies. La densitat de població era de 1.698,8 habitants per km².
Dels 9.123 habitatges en un 51,5% hi vivien nens de menys de 18 anys, en un 70,8% hi vivien parelles casades, en un 11,9% dones solteres, i en un 14,2% no eren unitats familiars. En el 10,8% dels habitatges hi vivien persones soles el 3,1% de les quals corresponia a persones de 65 anys o més que vivien soles. El nombre mitjà de persones vivint en cada habitatge era de 3,06 i el nombre mitjà de persones que vivien en cada família era de 3,3.
Per edats la població es repartia de la següent manera: un 31,3% tenia menys de 18 anys, un 6,3% entre 18 i 24, un 30,2% entre 25 i 44, un 25,5% de 45 a 60 i un 6,7% 65 anys o més.
L'edat mediana era de 37 anys. Per cada 100 dones de 18 o més anys hi havia 88,8 homes.
La renda mediana per habitatge era de 75.166 $ i la renda mediana per família de 78.172 $. Els homes tenien una renda mediana de 51.931 $ mentre que les dones 33.788 $. La renda per capita de la població era de 27.474 $. Entorn del 2,9% de les famílies i el 3,2% de la població estaven per davall del llindar de pobresa.

## Poblacions més properes
El següent diagrama mostra les poblacions més properes.